# 亚历山德拉·特鲁威特
亚历山德拉·特鲁威特（2000年5月31日—；台湾地区亦作楚维特）是美国S10级残疾人游泳运动员，麦肯锡公司业务分析师、慈善家、“超越自我”（Stronger Than You Think）基金会的创始人。毕业于耶鲁大学，度假期间因鲨鱼袭击致残。事后，她逐步克服恐惧及伤残，2024年入围巴黎残奥会美国代表团，于赛事期间获得二银。

## 早年岁月
特鲁威特2000年5月31日生于达里安，在长岛海峡一带长大。其父母为确保她与三个儿子的安全，便让他们从小开始学习游泳。9岁时，她首次参加游泳赛事，及后她成为达里安基督教青年会游泳队的一员，每周多次操练游泳。10岁时，她加入切尔西码头水上运动俱乐部，与杰米·巴罗内（Jamie Barone）一同练习游泳。
她先后就读于儿童学校（The Children's School）和圣路加学校（St. Luke's School），高中时因无游泳队，故她当时代表切尔西码头游泳队参加游泳比赛。后其入读耶鲁大学，持有认知科学和行为经济学理学学士学位，期间加入了该校的游泳队，并曾担任耶鲁大学女子运动委员会（Yale Women's Athletic Council）、妇女网络（The Women's Network）耶鲁分会联合主席。

## 游泳生涯

### 大学经历
| 赛会（举办时间）                           | 小项                            | 预赛耗时      | 决赛耗时      | 排名          | 来源          |
| 2018年—2019年                              | 2018年—2019年                   | 2018年—2019年 | 2018年—2019年 | 2018年—2019年 | 2018年—2019年 |
| ------------------------------------------ | ------------------------------- | ------------- | ------------- | ------------- | ------------- |
| 布朗v.s耶鲁 （2018-11-02）                 | 100码自由泳                     | 取消资格      | 取消资格      | 取消资格      | [ 26 ]        |
| 布朗v.s耶鲁 （2018-11-02）                 | 500码自由泳                     | 不適用        | 5:05.18       | 4             | [ 26 ]        |
| 布朗v.s耶鲁 （2018-11-02）                 | 1000码自由泳                    | 不適用        | 10:28.18      | 銀牌          | [ 26 ]        |
| 麻省理工v.s耶鲁 （2018-11-03）             | 200码自由泳                     | 不適用        | 1:54:50       | 4             | [ 27 ]        |
| 麻省理工v.s耶鲁 （2018-11-03）             | 500码自由泳                     | 不適用        | 5:04.86       | 銅牌          | [ 27 ]        |
| 耶鲁v.s哥伦比亚 （2018-11-09）             | 100码自由泳 （400码自由泳接力） | 不適用        | 53:51         | X             | [ 28 ]        |
| 耶鲁v.s哥伦比亚 （2018-11-09）             | 1000码自由泳                    | 不適用        | 10:12.69      | 銀牌          | [ 28 ]        |
| 俄亥俄州邀请赛 （2018-11-15～17）          | 50码自由泳 （200码自由泳接力）  | 不適用        | 24.51         | 19            | [ 29 ]        |
| 俄亥俄州邀请赛 （2018-11-15～17）          | 200码自由泳 （800码自由泳接力） | 1:53.16       | 1:52.62       | 18            | [ 29 ]        |
| 俄亥俄州邀请赛 （2018-11-15～17）          | 500码自由泳                     | 4:55.54       | 未晋级        | （48）        | [ 29 ]        |
| 俄亥俄州邀请赛 （2018-11-15～17）          | 1000码自由泳                    | 不適用        | 10:14.61      | 25            | [ 29 ]        |
| 俄亥俄州邀请赛 （2018-11-15～17）          | 1650码自由泳                    | 不適用        | 16:55.20      | 25            | [ 29 ]        |
| 南康乃狄克v.s耶鲁 （2018-12-06）           | 50码自由泳 （200码自由泳接力）  | 不適用        | 24.90         | X             | [ 30 ]        |
| 南康乃狄克v.s耶鲁 （2018-12-06）           | 200码自由泳                     | 不適用        | 1:57.37       | 銀牌          | [ 30 ]        |
| 宾州v.s达特茅斯/耶鲁 （2019-01-05）        | 1000码自由泳                    | 不適用        | 10:21.79      | 5             | [ 31 ]        |
| 耶鲁v.s薛顿贺尔 （2019-01-12）             | 500码自由泳                     | 不適用        | 5:03.45       | 金牌          | [ 32 ]        |
| 耶鲁v.s薛顿贺尔 （2019-01-12）             | 200码蝶泳                       | 不適用        | 2:16:47       | 4             | [ 32 ]        |
| 康奈尔v.s耶鲁 （2019-01-18～19）           | 200码自由泳                     | 不適用        | 1:56.47       | 5             | [ 33 ]        |
| 常春藤联盟锦标赛 （2019-02-20～23）        | 500码自由泳                     | 4:55.20       | 4:53.64       | 15            | [ 34 ] [ 35 ] |
| 常春藤联盟锦标赛 （2019-02-20～23）        | 1000码自由泳                    | 不適用        | 10:00.86      | 12            | [ 34 ] [ 35 ] |
| 常春藤联盟锦标赛 （2019-02-20～23）        | 1650码自由泳                    | 不適用        | 16:51.52      | 13            | [ 34 ] [ 35 ] |
| 军校v.s耶鲁 （2019-10-25）                 | 62码自由泳                      | 不適用        | 26.56         | —             | [ 36 ]        |
| 军校v.s耶鲁 （2019-10-25）                 | 300码自由泳                     | 不適用        | 3:00.84       | 5             | [ 36 ]        |
| 耶鲁v.s麻省理工 （2019-11-09）             | 200码自由泳                     | 不適用        | 1:56.42       | 銀牌          | [ 37 ]        |
| 耶鲁v.s麻省理工 （2019-11-09）             | 500码自由泳                     | 不適用        | 5:04.26       | 銀牌          | [ 37 ]        |
| 耶鲁v.s布朗 （2019-11-09）                 | 1000码自由泳                    | 不適用        | 10:16.40      | 金牌          | [ 38 ]        |
| 哥伦比亚v.s耶鲁 （2019-11-15）             | 500码自由泳                     | 不適用        | 5:03.29       | 銅牌          | [ 39 ]        |
| 哥伦比亚v.s耶鲁 （2019-11-15）             | 1000码自由泳                    | 不適用        | 10:17.88      | 銅牌          | [ 39 ]        |
| 俄亥俄州邀请赛 （2019-11-21～23）          | 200码自由泳                     | 2:08.39       | 1.53.31       | 38            | [ 40 ]        |
| 俄亥俄州邀请赛 （2019-11-21～23）          | 400码自由泳                     | 不適用        | 4.24.38       | 22            | [ 40 ]        |
| 俄亥俄州邀请赛 （2019-11-21～23）          | 500码自由泳                     | 不適用        | 4.56.48       | 30            | [ 40 ]        |
| 俄亥俄州邀请赛 （2019-11-21～23）          | 1000码自由泳                    | 不適用        | 10:07.81      | 14            | [ 40 ]        |
| 俄亥俄州邀请赛 （2019-11-21～23）          | 1650码自由泳                    | 不適用        | 16:49.27      | 18            | [ 40 ]        |
| 2020年—2022年                              |                                 |               |               |               |               |
| 耶鲁v.s达特茅斯/宾州 （2020-01-10～11）    | 500码自由泳                     | 不適用        | 5:09.14       | 8             | [ 41 ]        |
| 康奈尔v.s耶鲁 （2020-01-17～18）           | 1000码自由泳                    | 不適用        | 10:23.86      | 銅牌          | [ 42 ]        |
| 普林斯顿v.s哈佛/耶鲁 （2019-01-18～19）    | 100码自由泳 （400码自由泳接力） | 不適用        | 52.66         | 7             | [ 43 ]        |
| 普林斯顿v.s哈佛/耶鲁 （2019-01-18～19）    | 500码自由泳                     | 不適用        | 4:52.28       | 4             | [ 43 ]        |
| 普林斯顿v.s哈佛/耶鲁 （2019-01-18～19）    | 1000码自由泳                    | 不適用        | 10:03.03      | 7             | [ 43 ]        |
| 常春藤联盟锦标赛 （2020-02-19～22）        | 500码自由泳                     | 4:51.52       | 4:54.23       | 15            | [ 44 ]        |
| 常春藤联盟锦标赛 （2020-02-19～22）        | 1000码自由泳                    | 不適用        | 9:58.20       | 10            | [ 44 ]        |
| 常春藤联盟锦标赛 （2020-02-19～22）        | 1650码自由泳                    | 不適用        | 16:42.85      | 10            | [ 44 ]        |
| 布朗v.s耶鲁 （2021-11-09）                 | 1000码自由泳                    | 不適用        | 10:33.31      | 6             | [ 45 ]        |
| 南康乃狄克v.s耶鲁 （2021-12-09）           | 100码自由泳 （400码自由泳接力） | 不適用        | 57.17         | 銀牌          | [ 46 ]        |
| 南康乃狄克v.s耶鲁 （2021-12-09）           | 500码自由泳                     | 不適用        | 5:17.77       | 銅牌          | [ 46 ]        |
| 宾州v.s达特茅斯/耶鲁 （2022-01-08）        | 500码自由泳                     | 不適用        | 5:15.64       | 7             | [ 47 ]        |
| 宾州v.s达特茅斯/耶鲁 （2022-01-08）        | 1000码自由泳                    | 不適用        | 10:39.74      | 7             | [ 47 ]        |
| 耶鲁v.s康奈尔 （2022-01-15）               | 500码自由泳                     | 不適用        | 5:21.61       | 4             | [ 48 ]        |
| 耶鲁v.s康奈尔 （2022-01-15）               | 1000码自由泳                    | 不適用        | 10.47.62      | 4             | [ 48 ]        |
| 耶鲁v.s哈佛/普林斯顿 （2022-01-28）        | 500码自由泳                     | 不適用        | 5:13.32       | 14            | [ 49 ]        |
| 耶鲁v.s哈佛/普林斯顿 （2022-01-28）        | 1000码自由泳                    | 不適用        | 10:40.13      | 10            | [ 49 ]        |
| ECAC公开锦标赛 （2022-02-25～27）          | 50码自由泳 （200码自由泳接力）  | 不適用        | 26.00 25.95   | 12 11         | [ 50 ]        |
| ECAC公开锦标赛 （2022-02-25～27）          | 50码自由泳 （200码混合泳接力）  | 不適用        | 25.72 25.62   | 11 7          | [ 50 ]        |
| ECAC公开锦标赛 （2022-02-25～27）          | 100码自由泳 （400码自由泳接力） | 不適用        | 56.50 56.25   | 8             | [ 50 ]        |
| ECAC公开锦标赛 （2022-02-25～27）          | 100码自由泳 （400码混合泳接力） | 不適用        | 55.55 55.52   | 8 7           | [ 50 ]        |
| ECAC公开锦标赛 （2022-02-25～27）          | 500码自由泳                     | 5:18.86       | 未晋级        | （24）        | [ 50 ]        |
| 注：本表仅统计其代表耶鲁大学时的参赛记录。 |                                 |               |               |               |               |

### 鲨口脱险
2023年5月毕业后，特鲁威特随其同学索菲·皮尔金顿（Sophie Pilkinton）赴特克斯和凯科斯群岛度假。24日，特鲁威特在普罗维登西亚莱斯岛周边海域浮潜期间，突遭鲨鱼自脚踝处咬断左脚及部分小腿。两人求援未果，最终游了约75碼（69）回船以确保安全。
登船后，皮尔金顿为特鲁威特包扎断面以止血保命。虽然后续有人打捞到断肢，但其被转运到迈阿密后，因腿部感染，医院未做再植手术。后特鲁威特被送往柴郡霍尔医疗中心（Cheshire Hall Medical Centre）留观，及后又转运到迈阿密莱德创伤中心（Ryder Trauma Center）做了两次抗感染手术并接受输血。31日，即其23岁生日当天，特鲁威特在纽约接受了小腿截肢术以便安装假肢，后回家休养。

### 残奥游泳
袭击事件后，特鲁威特暂时陷入低潮，一时闻水声而风声鹤唳，对其敬而远之，2023年7月始重新下水。9月，她重新找到自己的教练巴罗内，操练残疾人游泳，10月2日开始参加有关赛事，定等S10级（最低肢障等级），期间不时因残疾而恐慌。12月，她参加全美残奥游泳锦标赛，于50米自由泳决赛获得第十名，另取得100米自由泳和仰泳季军及400米自由泳亚军。
2024年4月花旗系列赛，特鲁威特包揽100米仰泳、100米自由泳、400米自由泳项目冠军。同月稍晚，她参加了2024年欧洲公开赛100米仰泳和400米自由泳项目，前者因在预赛犯规遭取消资格，后者以4分37秒99取得亚军，较冠军波兰选手奥利维亚·雅布翁斯卡晚0.57秒。6月，她参加全美选拔赛，在100米仰泳、100米自由泳、400米自由泳三个项目均名列第一，相应获得上述三个项目的残奥参赛资格。其中，她在100米仰泳项目刷新了此前在美国系列赛打破的全美记录。她亦在50米自由泳项目取得季军。
2024年巴黎残奥会期间，特鲁威特虽在400米自由泳项目预赛以4分34秒71的成绩超越加拿大世界纪录保持者奥雷莉·里瓦德名列第一，但在决赛期间遭反超，以4分31秒39屈居亚军；在100米仰泳项目中，她以1分08秒59排名第二，较匈牙利选手比安卡·普里斯特晚0.62秒。上述两项均刷新全美记录。而在100米自由泳项目中，她在预赛名落第六，未能入围决赛。
特鲁威特并未入选2025年世锦赛美国游泳队名单，不过她表示自己“正在休息一段时间”，不久将重新参加有关赛事。

## 场外
除游泳外，特鲁威特亦热爱跑步，袭击事件前十天曾与其母在哥本哈根参加马拉松赛跑。不过在因鲨鱼袭击致残后，其一度怀疑自己“是否还能再次行走”，亦不愿他人察觉到自己在佩戴假肢，一时只着长衣，直至参加残疾人体育项目后方拾回自信。2024年11月，即巴黎残奥会闭幕两个月后，特鲁威特入选《体育画报》泳装特辑2025年号模特，是为登上该刊的第三位截肢者暨第二位残奥运动员。次年5月31日，她出席了该刊主办的泳装秀。
此外，为保障未成年人水上安全及减轻截（缺）肢妇女与假肢有关的经济负担，特鲁威特创办了“超越自我”（Stronger Than You Think, STYT）基金会，同时组织筹款活动并向部分机构捐款，为上述项目提供支持。迄2025年6月下旬，该机构已为四名肢体残疾人提供假肢支持。
特鲁威特现任职于麦肯锡公司，未来计划考入哈佛商学院攻读工商管理硕士。

## 家庭
- 父亲：米奇·特鲁威特（英語：Mitch Truwit），安佰深集团联席首席执行官，持有瓦萨学院政治学学士学位和哈佛商学院工商管理硕士学位[56][74][75]。
- 母亲：乔迪·特鲁威特（英語：Jody Truwit），“Feeling Good”心理治疗中心认知行为疗法（CBT）治疗师，持有耶鲁大学历史学学士学位，曾任该校女子游泳队队长[56][75]。
- 兄弟三名，分别为库珀（Cooper）、杰克（Jack）和泰迪（Teddy）[75]。